# Dipartimenti del Benin

Dipartimenti del Benin

I dipartimenti del Benin (in francese: départements) sono la suddivisione territoriale di primo livello del Paese e sono pari a 12. Ciascuno di essi comprende a sua volta una pluralità di comuni.
Nel 1999 ciascuno dei precedenti 6 dipartimenti (Atakora, Atlantico, Borgou, Mono, Ouéme, Zou) erano stati divisi in due distinti dipartimenti a formare gli attuali dodici. I capoluoghi dei dipartimenti di nuova istituzione non sono stati ufficialmente determinati.

## Lista
| Localizzazione | Provincia                   | Capoluogo  | Popolazione (2002) | Superficie (Km²) |
| -------------- | --------------------------- | ---------- | ------------------ | ---------------- |
|                | Dipartimento di Alibori     | Kandi      | 521 093            | 25 683           |
|                | Dipartimento di Atakora     | Natitingou | 549 417            | 20 459           |
|                | Dipartimento dell'Atlantico | Ouidah     | 801 683            | 3 233            |
|                | Dipartimento di Borgou      | Parakou    | 724 171            | 25 310           |
|                | Dipartimento delle Colline  | Savalou    | 535 923            | 13 561           |
|                | Dipartimento di Donga       | Djougou    | 350 062            | 10 691           |
|                | Dipartimento di Kouffo      | Dogbo      | 524 586            | 2 404            |
|                | Dipartimento del Litorale   | Cotonou    | 665 100            | 79               |
|                | Dipartimento di Mono        | Lokossa    | 360 037            | 1 396            |
|                | Dipartimento di Ouémé       | Porto-Novo | 730 772            | 2 835            |
|                | Dipartimento dell'Altopiano | Sakété     | 407 116            | 1 865            |
|                | Dipartimento di Zou         | Abomey     | 599 954            | 5 106            |